# SNCF B 82500
Die SNCF-Baureihe B 82500 sind vierteilige Zweikrafttriebwagen des Herstellers Bombardier, die sowohl auf fahrleitungslosen Strecken im Dieselbetrieb als auch auf elektrifizierten Strecken mit Stromabnehmer eingesetzt werden können. Sie können zwei verschiedene Fahrleitungsspannungen (1,5 kV Gleichspannung und 25 kV, 50 Hz Wechselspannung) nutzen und sind somit zugleich Mehrsystemfahrzeuge.
Die Bauart gehört zur Familie der Autorail à grande capacité, einer französischen Fahrzeugfamilie, der mehrere Regionalverkehrstriebwagenmuster für den Betrieb mit Diesel oder einem oder mehreren Stromsystemen vorgesehen sind, jedoch über große Ähnlichkeiten in der Bauweise verfügen und sich somit günstiger anschaffen lassen. Die Fahrzeuge der Baureihe B 82500 kommen derzeit bei der SNCF-Tochter TER zum Einsatz.